# Subaru Outback
O Subaru Outback é uma station wagon da Subaru, baseado no Subaru Legacy.
Em 2013, passaram a ser comercializadas versões equipadas com transmissão continuamente variável (Câmbio CVT).

## Galeria
- Primeira geração (1994-1998)
- Segunda geração (1998-2003)
- Terceira geração (2003-2009)
- Quarta geração (2009-2014)
- Quinta geração (2014-2019)
- Sexta geração (2020-presente)

## Ver tambem
- Subaru Forester
- Subaru Tribeca
- Subaru Ascent